# Симонова (Ішимський район)
Си́монова (рос. Симонова) — присілок у складі Ішимського району Тюменської області, Росія.
Населення — 63 особи (2010, 45 у 2002).
Національний склад станом на 2002 рік:
- росіяни — 87 %